# کاستیکا براداتان
کاستیکا براداتان (انگلیسی: Costica Bradatan؛ زادهٔ) استاد علوم انسانی در دانشگاه صنعتی تگزاس و محقق دانشگاه کوئینزلند استرالیاست. همچنین سردبیری بخش مطالعات تطبیقی و دینی لس‌آنجلس ریویو آو بوکز را بر عهده دارد. 

## آثار
- جان دادن در راه ایده‌ها: حیات پرمخاطرهٔ فیلسوفان (Dying for Ideas: The Dangerous Lives of the Philosophers)